# Danspunt
Danspunt bevordert als landelijke overkoepelende organisatie de artistieke kwaliteit van dans in Vlaanderen en Brussel en heeft oog voor het maatschappelijke belang ervan. Danspunt stelt als doel de (amateur)danssector te ondersteunen, te begeleiden, te informeren, te promoten.
Danspunt is er voor alle dansgenres en zowel dansgroepen/-scholen/-gezelschappen als individuele makers, docenten, dansers en dansliefhebbers kunnen er terecht.
Danspunt werd op 1 januari 2002 officieel erkend door de Vlaamse Gemeenschap als enige disciplinaire organisatie voor amateurdans en wordt sindsdien structureel gesubsidieerd. Danspunt geeft het driemaandelijks tijdschrift Danst (het vroegere Dans.Magazine) uit.